# Víti (Askja)
Víti (isl. víti „Hölle“) ist ein See in der Caldera des Vulkans Askja.
Er entstand wie sein nur wenige Meter entfernter großer Bruder, der Öskjuvatn, bei einem Vulkanausbruch im Jahr 1875. Er liegt 50 m unter dem Niveau der Caldera. Er hat einen Durchmesser von rund 100 m und ist etwa 8 m tief. Sein Wasser mit hohem Schwefelgehalt hat eine Temperatur von ca. 20 °C bis 24 °C.